# Amédée Dubois de La Patellière

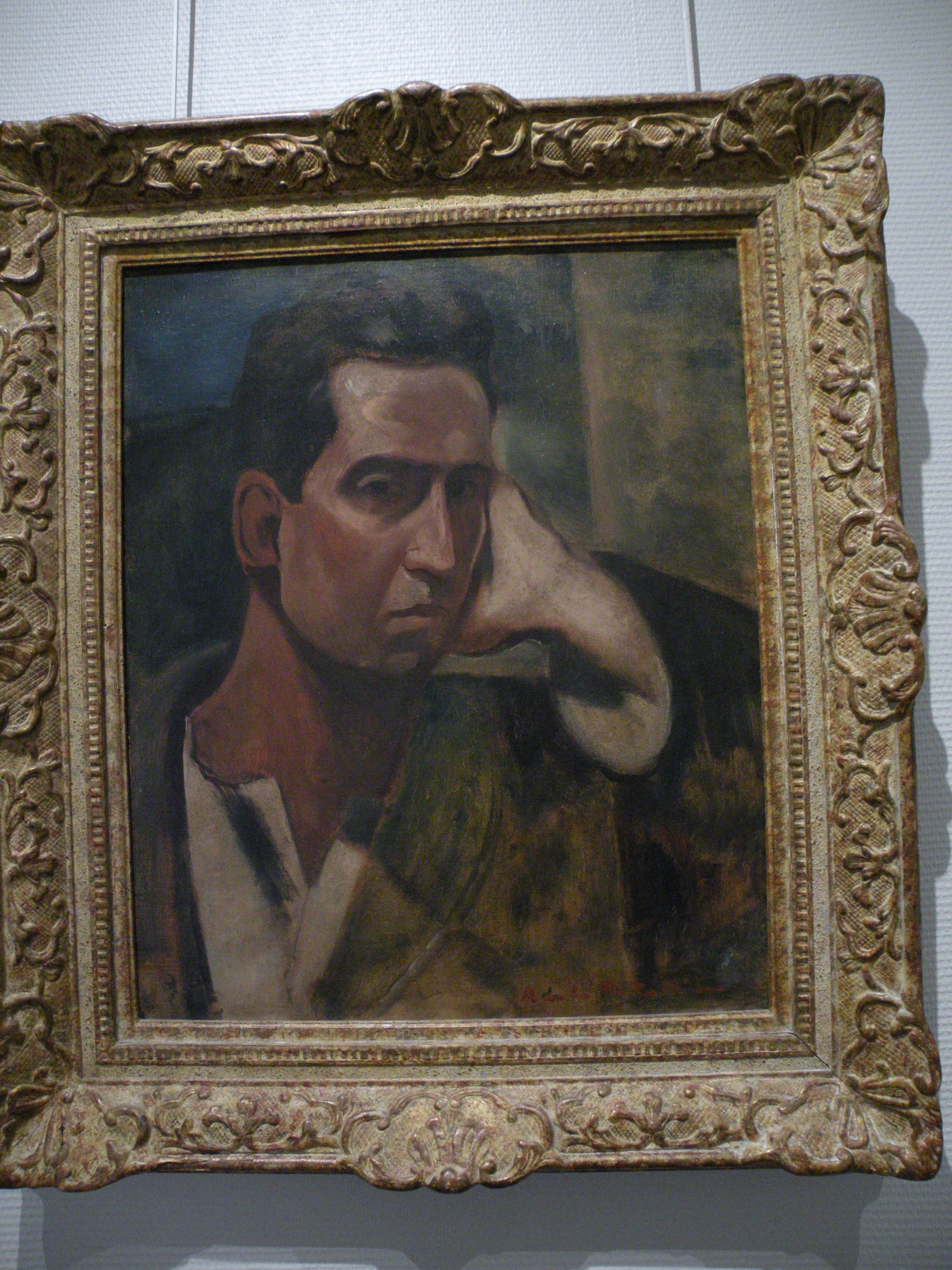
Amédée de La Patellière, Autoritratto à la chemise blanche, 1923

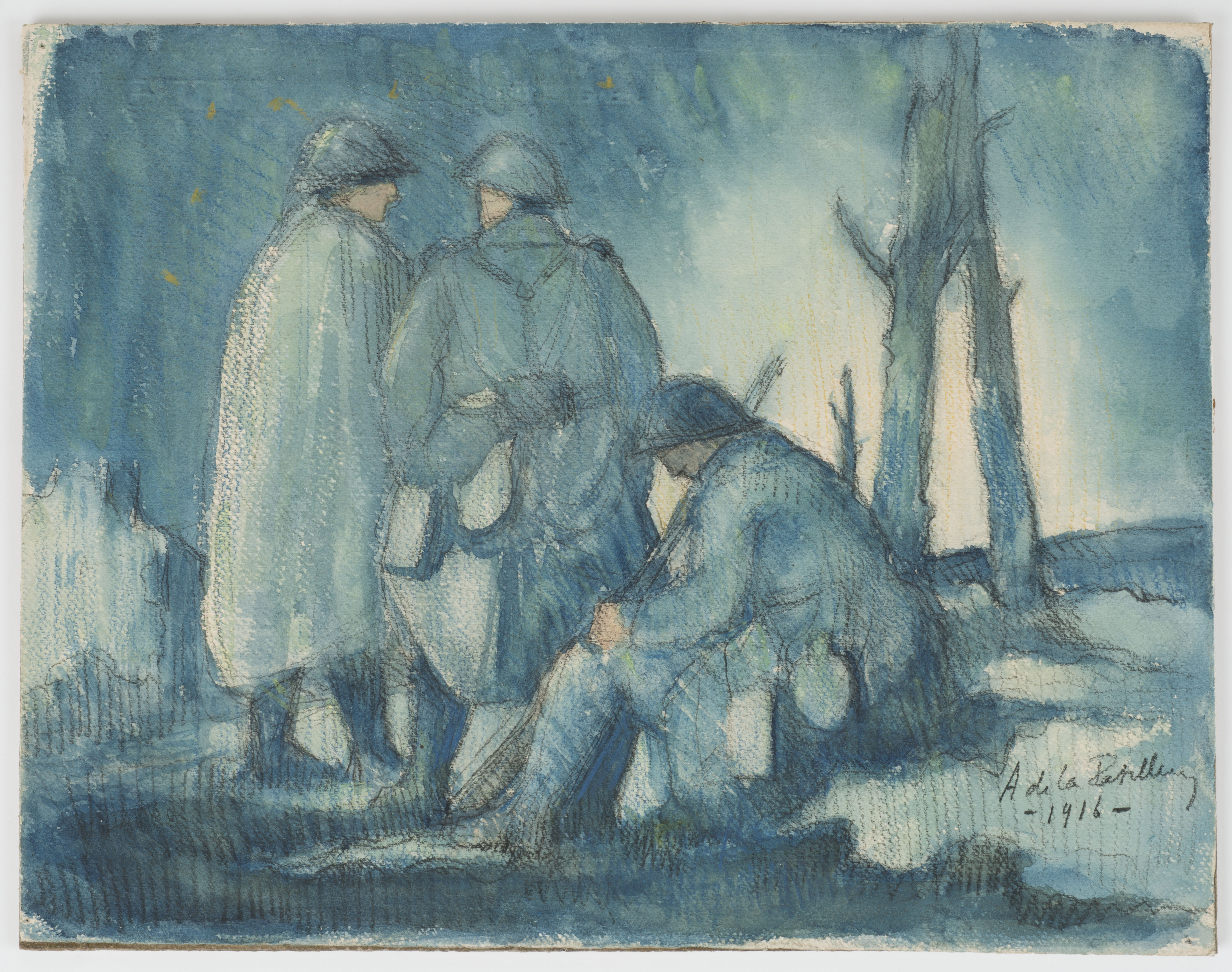
Aquarello di Amédée Dubois de la Patellière, 1916

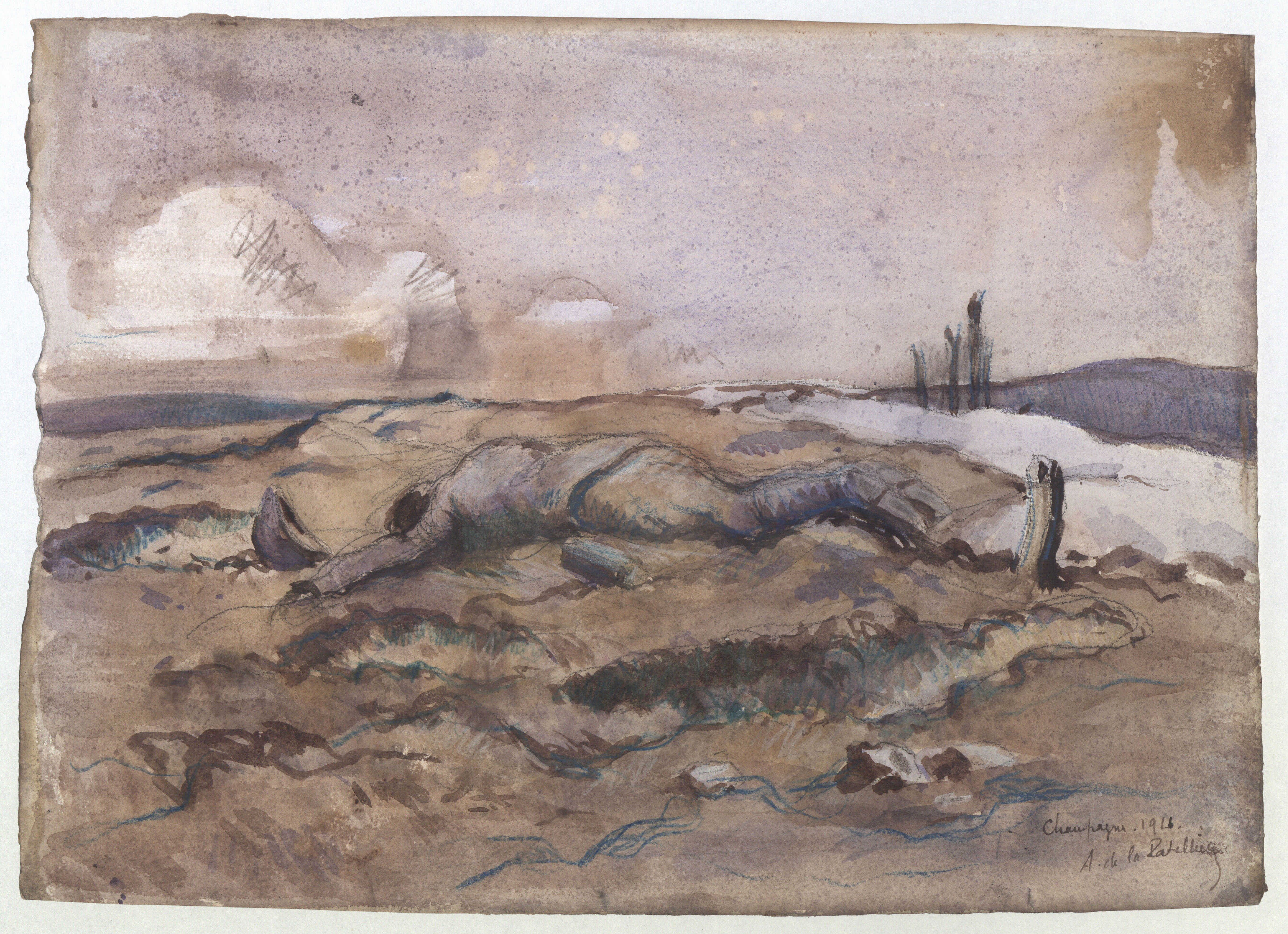
Aquarello di Amédée Dubois de la Patellière, 1916

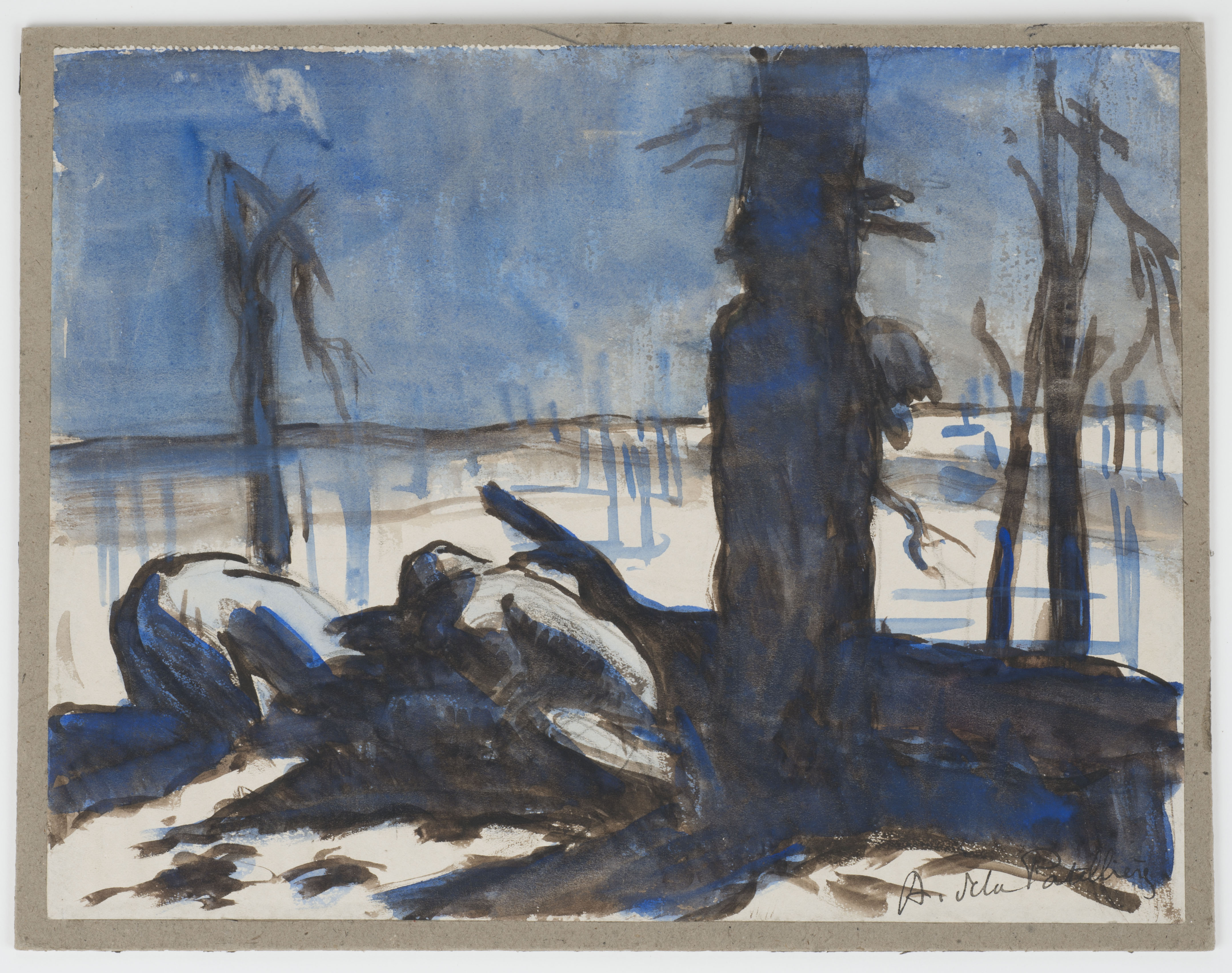
Aquarello di Amédée Dubois de la Patellière, tra 1914 e 1918

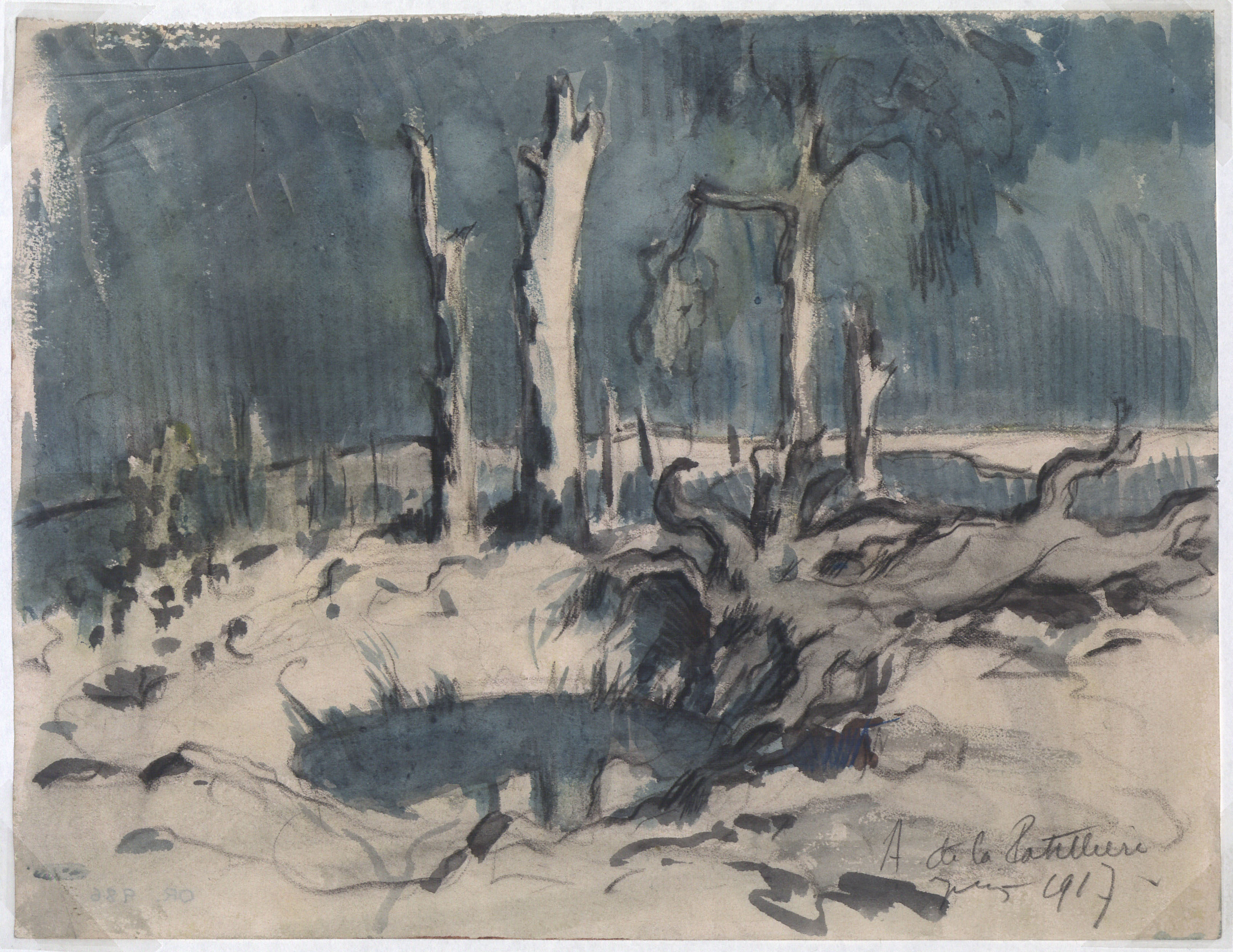
Aquarello di Amédée Dubois de la Patellière, gennaio 1917

Amédée Dubois de La Patellière (Vallet, 5 luglio 1890 – Parigi, 9 gennaio 1932) è stato un pittore francese.

## Biografia
Amédée de La Patellière nacque in una famiglia numerose a Vallet, figlio di Félix Dubois de La Patellière e Isabelle Le Grand de La Liraye. Rimasto orfano di padre all'età di dieci anni, studiò al liceo di Vannes e poi a Nantes.
Nel 1910 si trasferì a Parigi per seguire i corsi dell'Académie Julian e nel 1914, allo scoppio della prima guerra mondiale

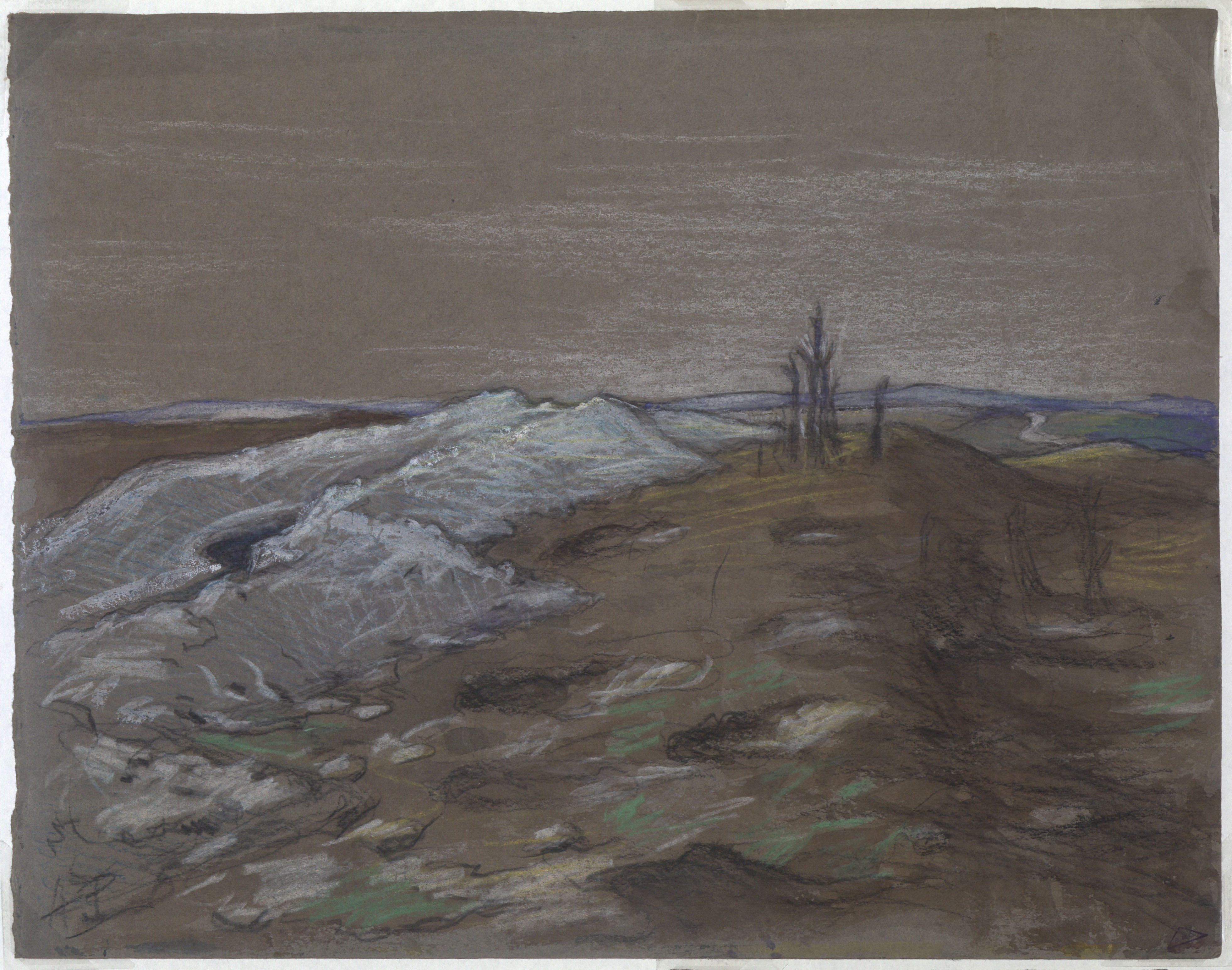
Disegno Amédée Dubois de la Patellière, 1917

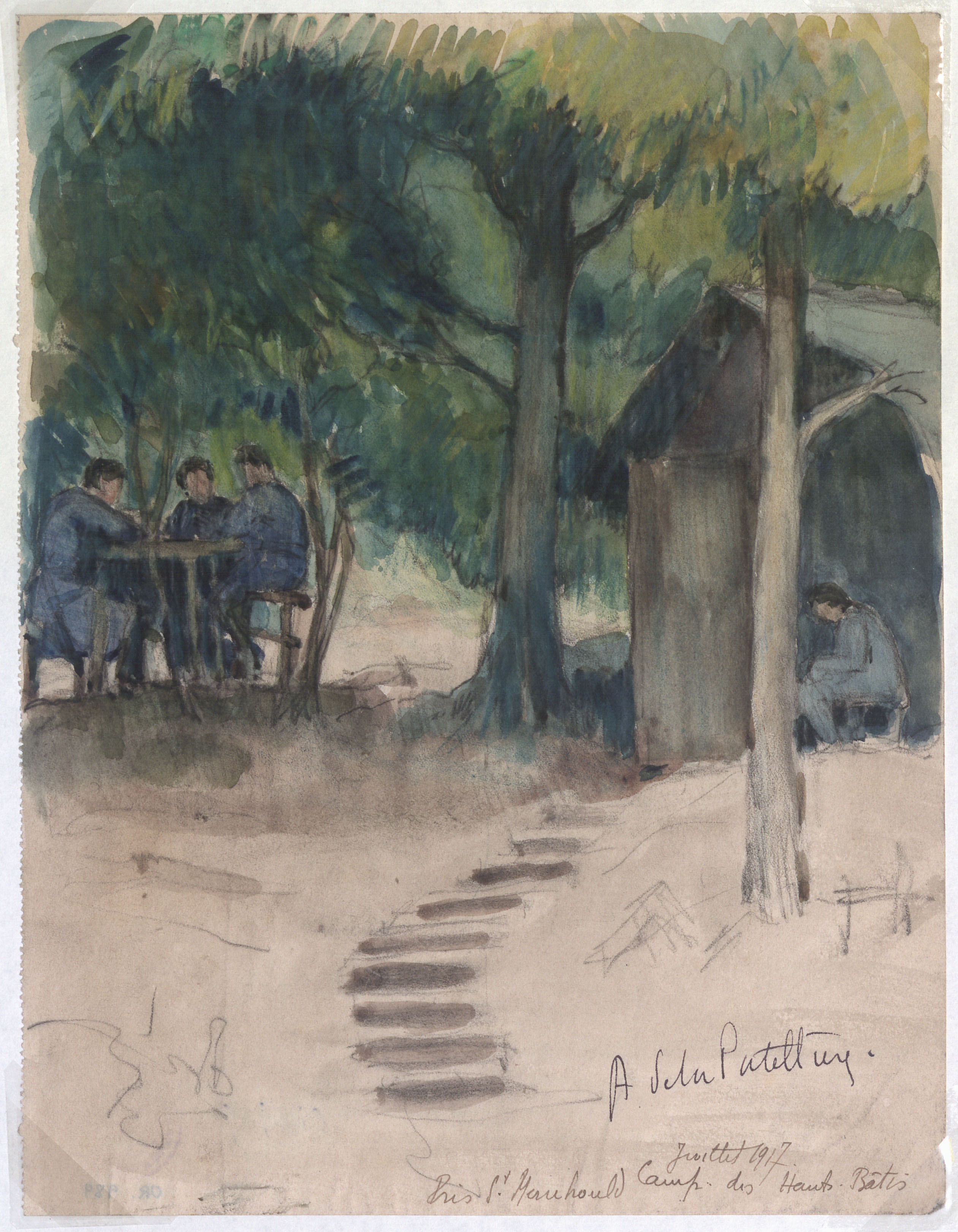
Acquerello Amédée Dubois de la Patellière, Luglio 1917

, fu arruolato e mandato al fronte, dove rimase ferito in azione. Al termine del conflitto si stabilì a Seine-et-Oise e nel 1924 sposò Suzanne Lamon. Fu professore all'Académie Ranson dal 1929 al 1932 e, insieme ad Yves Alix, Robert Lotiron e Louis-Joseph Soulas fece parte della jeune peinture contemporaine.
Gravemente malato dal 1929, morì a Parigi nel 1932.

## Mostre
- 1945: retrospettiva al Musée National d'Art Moderne di Parigi.
- 1973: mostra al Musée Galliera di Parigi [2]
- 2014: mostra coprodotta dal Museo delle Belle Arti di Nantes, La Piscine de Roubaix, il Musée du Mont-de-Piété di Bergues e il MUDO - Musée de l'Oise di Beauvais [3]